# Билтховенские встречи

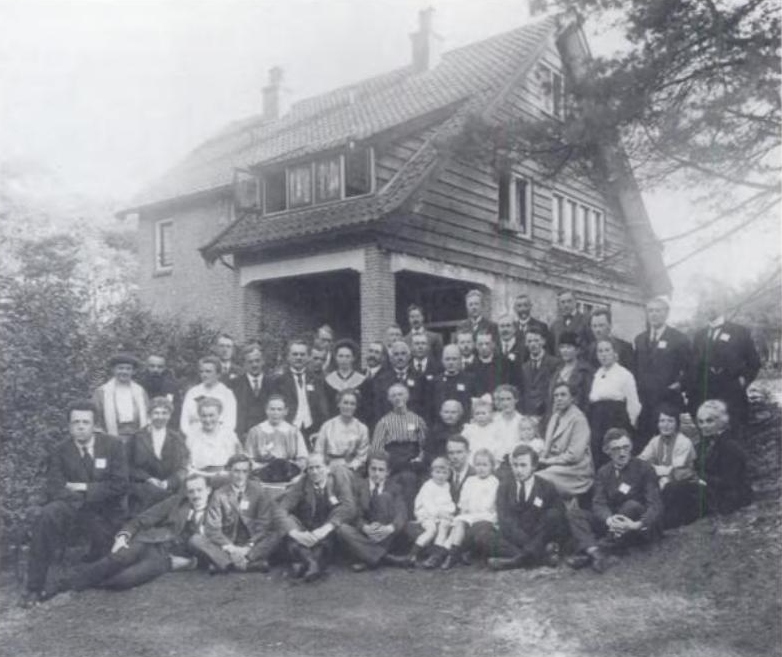
Встреча Международного братства примирения в Билтховене (1919)

Билтховенские встречи представляли собой цикл встреч для установления связей между пацифистами и для поиска новых возможностей для сотрудничества. Они проходили после Первой мировой войны в городе Билтховен в Нидерландах. Активисты собрались под лозунгом «Христианское интернациональное движение», который позже был заменен на «Международное братство примирения». Встречи проходили в доме Киса Бёке (Корнелис Бёке), квакерского миссионера и пацифиста.
Эти встречи были очень значимы для развития международного движения за мир в первой половине XX-го века, так как они привели к созданию трех международных миротворческих организаций в период с 1919 по 1921 год: Международного братства примирения (International Fellowship of Reconciliation, IFOR), Международной гражданской службы (Service Civil International, SCI).) и Интернационала противников войны (War Resisters' International, WRI).

## Три встречи

### Октябрь 1919
Чтобы будущие участники смогли присоединиться к международной мирной конференции, проводимой 4-19 октября 1919 года, Эрнест и Эвелина Флетчер, Кис Бек и Генри Ходжкин опубликовали приглашение к первой из трех встреч. На встрече присутствовало пятьдесят участников, среди которых были люди из Германии, Норвегии, Швеции, Дании, Финляндии, Франции, Швейцарии и США. Среди известных участников были Фридрих Зигмунд-Шульце, Дж. Б. Гугенхольц, Матильда Вреде, Лилиан Стивенсон, Леонард Рагац и Пьер Серезоль. Многие из участников отказались от военной службы по соображениям совести, и были арестованы во время Первой мировой войны. Серезоль был назначен секретарем конференции из-за его хороших языковых навыков.

### Август 1920
Вторая встреча в Билтховене состоялась в июле 1920 года. Здесь Пьер Серезоль предложил организовать международные рабочие лагеря для примирения. Это должно было быть осуществлено через восстановление инфраструктуры, разрушенной во время Первой мировой войны. Работа должна была быть организована по образцу восстановления, которое проводили квакеры в Польше и Франции. Это предложение было с восторгом воспринято присутствующими на встрече, например, одним из немцев, брат которого воевал в Северной Франции, тем самым способствуя её разрушению, а теперь хотел участвовать в её восстановлении.
Первый лагерь состоялся в ноябре 1920 года в деревне Эн, разрушенной в 1916 году во время битвы при Вердене. Деревня была выбрана также для того, чтобы примирить французов и немцев. Для этого проекта Серезоль заручился помощью английского квакера Хьюберта Пэрриса, так как у него был опыт в организации работы по оказанию помощи. В конечном итоге от проекта пришлось отказаться из-за неприязни местных французов к немецким добровольцам после Первой мировой войны. Вдохновленный усилиями добровольцев, Серезоль задумал добровольную службу как альтернативу обязательной военной службе. Эта служба стала известна под именем Международной гражданской службы (Service Civil International, SCI).

### Март 1921
Непродолжительная конференция с представителями европейских борцов за мир проходила в Билтховене с 22 по 25 марта 1921 года. Вместе с Хеленой Штёкер они основали движение, которое в 1923 году стало называться «Интернационал противников войны». После конференции основатели движения 26 марта приняли участие в работе Международного антимилитаристского союза (IAMV) в Гааге.

## Формирование пацифистских объединений
Перед Первой мировой войной существовало несколько международных пацифистских объединений, таких как Международное бюро мира (с 1891 г.) и Международный антимилитаристский союз (IAMV, с 1904 г.). Зверства Первой мировой войны усилили антивоенные настроения, и в этом контексте встречи в Билтховенене объединили три дополняющих друг друга позиции организаций в развивающемся международном движении за мир:
- христианский пацифизм Международного братства примирения
- альтернатива военной службе Гражданская международная служба
- отказ от военной службы по соображениям совести со стороны Интернационала противников войны.

Эти пацифистские объединения выстроили отношения с другими международными движениями того времени. С ними стали ассоциироваться квакеры, движение эсперанто, педагогика Монтессори, а также Международный женский союз за мир и свободу.